# Once More, with Feeling
Once More, with Feeling (Otra vez, con más sentimiento en España y Una vez más, con sentimiento en Hispanoamérica) es el séptimo episodio de la sexta temporada de la serie de televisión estadounidense Buffy, la cazavampiros. Se trata de un episodio que, junto a Silencio, tiene una producción especial ya que se trata, en este caso, de un episodio musical.
Todos los miembros del equipo cantan sus diálogos, aunque dos de ellos hablaron algo del texto bajo su petición. One More, with Feeling es el episodio más complejo técnicamente hablando, y conllevó entrenamiento extra de voz y baile.
La música y letras fueron escritas completamente por Joss Whedon y el episodio fue bien recibido e incluso llegó a estrenarse en los cines.[cita requerida]

## Argumento
Mientras Buffy (Sarah Michelle Gellar) patrulla de noche empieza a cantar («Going Through the Motions»), aparecen dos vampiros y un demonio que se unen a la canción y Buffy lucha contra ellos sin dejar de cantar. En su canción, ella va revelando cómo se siente y termina diciendo que sólo quiere sentirse viva de nuevo.
En la tienda, al día siguiente, Buffy pregunta a los presentes si cantaron por la noche. Empiezan a decir que sí y a discutir lo extraño que es, cuando se ponen a cantar de nuevo («I've Got a Feeling»). Giles (Anthony Stewart Head) piensa que todo es causado por un demonio bailarín, Willow (Alyson Hannigan) piensa que están atrapados en la pesadilla de un niño, Xander (Nicholas Brendon) le echa la culpa a unas brujas pero lo retira rápidamente y Anya (Emma Caulfield), con despliegue de humos y luces en plan concierto de rock, canta una canción que explica que los responsables son conejos. Empiezan a hablar sobre cómo solucionarlo, pero Buffy les interrumpe cantando que no hay nada a lo que no puedan enfrentarse si están juntos.
Cuando la música para, se miran confusos y Buffy sale a la calle para comprobar si ellos son los únicos. Encuentra un grupo de una tintorería cantando sobre una mancha de mostaza. Dawn (Michelle Trachtenberg) roba de la tienda un colgante y se marcha al colegio donde está pasando lo mismo con las canciones.
Willow y Tara (Amber Benson) se han escapado de la tienda para estar juntas y Tara canta una canción («Under Your Spell») diciendo lo mucho que ha cambiado estando con Willow. De repente, aparecen las dos en su habitación, en la cama. Tara flota mientras termina la canción: You make me complete. Se ve a un hombre que no puede dejar de bailar y cómo algunas personas explotan cuando llegan al clímax de su interpretación.
Xander y Anya están en la cama cuando comienza su canción («I'll Never Tell»), donde exponen sus miedos ante la boda. Más tarde, en la calle con Giles, parecen disgustados. El vigilante les dice que han aparecido varios cuerpos y que Buffy está investigando. 
Buffy ha ido a buscar a Spike (James Marters) y éste se enfada porque sólo va a verle cuando necesita información. Aunque asegura que es inmune a esta magia, mientras abre la puerta para que Buffy se vaya, también empieza a cantar («Rest in Peace»). Durante la canción, en la que Spike expresa sus sentimientos por ella, terminan en el cementerio. Caen a una fosa uno encima de otro, pero Buffy se levanta y huye.
En la habitación de Dawn, ella le comenta a Tara que está feliz de verla tan bien con Willow tras su pelea. Tara se sorprende y empieza a sospechar algo que le hace volver a la tienda. Dawn se queda sola en su habitación cantando mientras se prueba el colgante que había robado, pero no termina porque aparecen un par de demonios-muñeco que se la llevan. Se despierta en el Bronze, empieza a bailar y un demonio, también cantando («What You Feel»), le dice que es el responsable de los musicales, ya que ha sido invocado. Luego le dice que ella es su prometida porque el colgante que lleva es el amuleto con que lo invocaron, el cual que señala a quién debe llevarse con él. Dawn menciona que su hermana es la Cazadora y el demonio ordena que se la traigan.
Mientras Giles entrena a Buffy rompe a cantar («Standing»), expresando así el amor paternal que siente por ella y su temor de que esta se vuelva dependiente de él por lo que cree que debe irse y dejar a Buffy. Mientras, Tara descubre el hechizo que le ha hecho Willow y también canta («Under Your Spell/Standing (Reprise)») decepcionada de esta traición. Giles se une a la canción, pero dirigiéndose a Buffy: ambos desean estar con ellas, pero saben que deben dejarlas.
Spike entra en la tienda con uno de los demonios-muñeco, quien informa que su jefe tiene a Dawn y quiere a la Cazadora. Spike desea ayudarlos, pero Buffy lo desprecia, resentida por lo que sucedido en el cementerio, así que Spike se marcha. Después intenta organizar al grupo para ir al rescate, pero Giles le ordena ir sola en un intento de evitar que dependa de otros. Buffy camina sola cantando («Walk Through the Fire»). Giles se da cuenta de que ha cometido un error diciéndole que fuera sola y salen a ayudarla cantando con ella la misma canción. De la misma manera, Spike va por su cuenta a pesar de que Buffy rechazó su ayuda.
Todos llegan al Bronze, donde el demonio le explica que la invocación fue una petición para saber la verdad y que estos musicales hacen que la gente se desahogue, pero cuando las emociones son muy intensas y se dejan llevar, explotan al no poder contener tanto poder. Buffy le propone al demonio ocupar el lugar de su hermana. En la lucha contra los demonio-muñeco canta otra vez («Something to Sing About»). Mientras baila, Anya y Tara se le unen. Cuando acaba con los demonios sube unas escaleras y cambia el ritmo de la canción, revelando que su vida es un infierno porque sus amigos la han expulsado del cielo. Luego empieza a bailar como loca dejando que su cuerpo se sobrecargue, pero Spike la detiene cantando que solamente sobrevivirá al dolor que siente viviendo.
El demonio insiste en llevarse a Dawn porque le invocó, pero ella insiste en que solo encontró el medallón tirado, ocultando que se lo robó; Xander reconoce que es él quien lo invocó ya que desconocía las consecuencias del hechizo y se sentía inseguro del matrimonio por lo que deseaba conocer los verdaderos sentimientos de Anya.
Antes de marcharse el demonio canta su canción («What You Feel (Reprise)»), explicando que esa era la última verdad por lo que se había cumplido el propósito de la invocación y ya podía marcharse. Dawn empieza con la canción («Where Do We Go from Here?») sobre qué va a pasar con ellos a partir de ese momento. Spike sale, Buffy le sigue y empiezan a cantar («Coda») parte de sus respectivas canciones para terminar besándose.

## Reparto

### Personajes principales
- Sarah Michelle Gellar como Buffy Summers.
- Nicholas Brendon como Xander Harris.
- Alyson Hannigan como Willow Rosenberg.
- Emma Caulfield como Anya Jenkins.
- Michelle Trachtenberg como Dawn Summers.
- James Marsters como Spike.

### Apariciones especiales
- Anthony Stewart Head como Rupert Giles.
- Amber Benson como Tara Maclay.
- Hinton Battle como Sweet.

## Continuidad
Aquí se presentan los hechos que influyen en la sexta temporada o bien que viniendo de episodios anteriores influyen en este.

### Para la sexta temporada
- Es la primera (en realidad segunda) vez que Buffy y Spike se besan en la realidad, revelando así los sentimientos de Buffy hacia el vampiro.
- Los miedos de Xander Harris y Anya Jenkins son presentados en forma de canción.
- Se produce el conflicto entre Tara y Willow después de que Dawn mencione la «pelea que tuvieron», posteriormente olvidada por Tara por un hechizo - como material Willow utiliza una flor que es encontrada por Tara y es así que se da cuenta del engaño.